# 富强街道 (梨树县)
富强街道是中华人民共和国吉林省四平市梨树县下辖的一个街道办事处。系2017年由原梨树镇县城部分地区析置设立。辖区面积14.49平方公里，办事处驻韩州大路南段181号原梨树镇办公楼。

## 行政区划
富强街道下辖以下村级行政区划单位：
树文社区、树勤社区、朝阳社区、春阳社区和北杏山村。